# Demons and Wizards
„Demons and Wizards“ (на български: Демони и магьосници) е четвъртият студиен албум на британската хардрок група Юрая Хийп. Издаден е през 1972 година.
Произведението е смятано за една от връхните точки в творчеството на групата. Песните „The Wizard“ и „Easy Livin' “ са издадени и като сингли и заедно с композициите „Rainbow Demon“ и „Circle of Hands“ превръщат албума в едно от класическите произведения от 1970-те години. Основен композитор през този период е Кен Хенсли. Автор на художественото оформление на обложката на оригиналната плоча е художникът Роджър Дийн.
„Demons and Wizards“ добива статус на „Златна плоча“, продавайки се в над 500 000 копия само на територията на САЩ и Канада.

## Списък на песните

### „А“ страна
1. „The Wizard“ (Марк Кларк, Кен Хенсли) – 2:59
2. „Traveller in Time“ (Мик Бокс, Дейвид Байрън, Лий Кърслейк) – 3:25
3. „Easy Livin' “ (Кен Хенсли) – 2:37
4. „Poet's Justice“ (Мик Бокс, Кен Хенсли, Лий Кърслейк) – 4:15
5. „Circle of Hands“ (Кен Хенсли) – 6:25

### „Б“ страна
1. „Rainbow Demon“ (Кен Хенсли) – 4:25
2. „All My Life“ (Мик Бокс, Дейвид Байрън, Лий Кърслейк) – 2:44
3. „Paradise“ (Кен Хенсли) – 5:11
4. „The Spell“ (Кен Хенсли) – 7:21

## Музиканти
- Дейвид Байрън – вокали
- Кен Хенсли – китара, клавишни
- Мик Бокс – китара
- Гари Тейн – баскитара
- Лий Кърслейк – барабани
- Марк Кларк – баскитара и вокали в „The Wizard“

## Класации
- Норвегия №5
- Великобритания №20
- САЩ №23
- Финландия №1 (14 седмици)
- Холандия №5